# Герье, Филипп
Жан-Жак Луи Филипп Герье (фр. Jean-Jacques Louis Philippe Guerrier; 19 декабря 1757 года — 15 апреля 1845 года) — генерал гаитянской армии, президент Гаити в 1844—1845 годах. Умер во время пребывания в должности.

## Ранняя жизнь
Герье командовал «Южной чёрной армией» во время Гаитянской революции. После обретения независимости оставил военную службу и стал землевладельцем. Король Анри I присвоил ему титул герцога ль’Авансе.

## Президентство
В 1844 году среди крестьян вспыхнуло восстание. Главной целью повстанцев было отстранение от власти мулатов и возвращение руководства страной «коренным» жителям. Эта цель была достигнута, когда в мае того же года от власти был отстранён президент Шарль Ривьер-Эрар. Вместо него страну возглавил темнокожий генерал Филипп Герье, который принес присягу 3 мая 1844 года. На этот момент ему было уже 86 лет.
Герье занимал должность 11 месяцев до самой своей смерти 15 апреля 1845 года.